# 永明寺

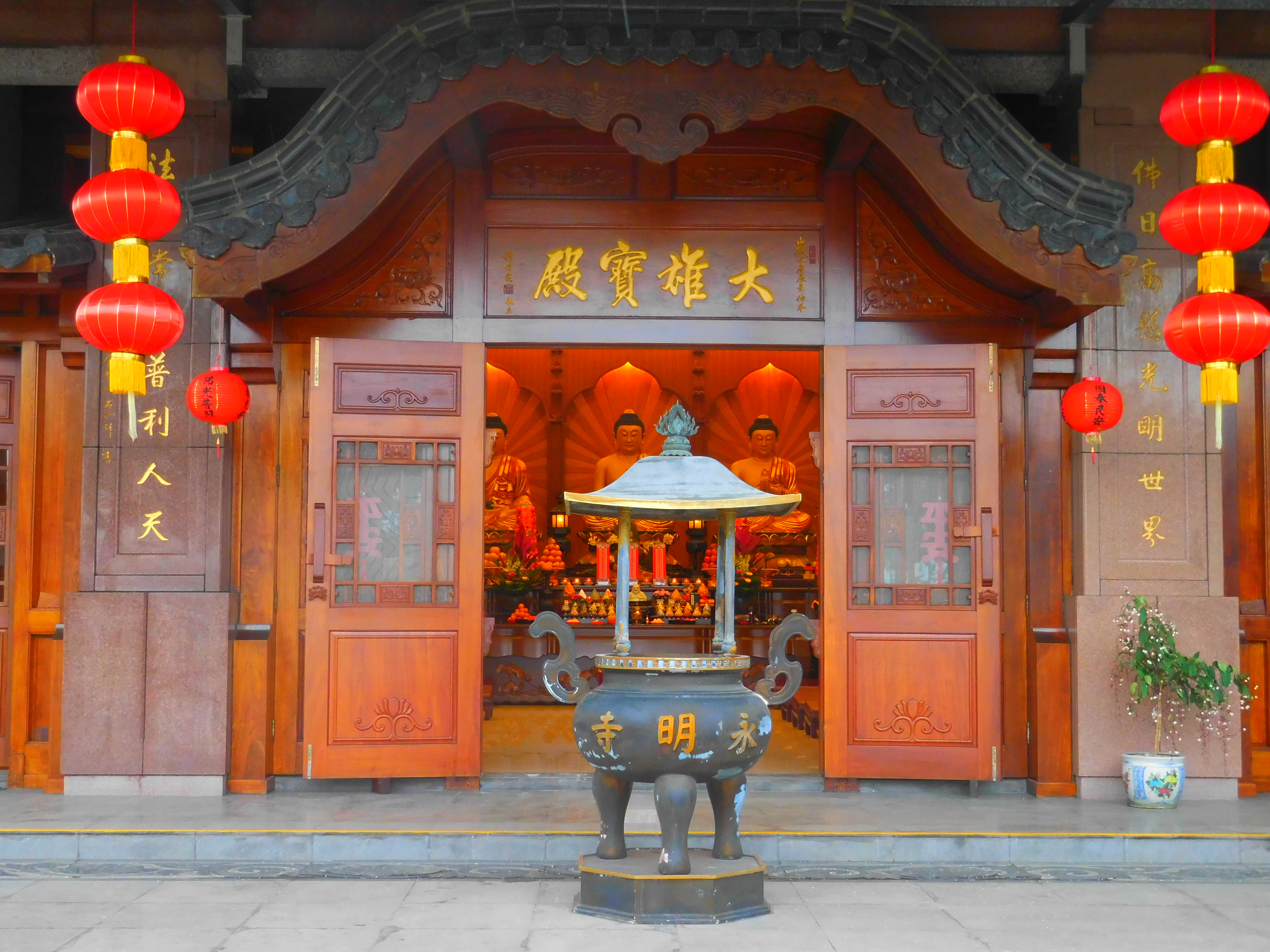
陽明山永明寺

永明寺位於台灣台北市仰德大道，為主祀釋迦牟尼之佛教廟宇。該建物興建於1962年，今為位於台北士林區之仿古廟宇建築。另外，該廟宇的組織型態為管理人制，祭典日期則是每年農曆之四月初六。